# Llista de monuments de Carcassona
Llista de monuments de Carcassona (Aude) registrats com a monuments històrics, bé catalogats d'interès nacional (classé) o bé inventariats d'interès regional (inscrit).
| Monument                                      | Prot. | Època | Localització                                               | Coordenades                                          | Codi?      | Imatge |
| --------------------------------------------- | ----- | ----- | ---------------------------------------------------------- | ---------------------------------------------------- | ---------- | --- |
| Antic Hôtel de Murat, actual Cambra de Comerç | Inv.  |       | Carcassona 3 boulevard Camille-Pelletan                    | 43° 12′ 40″ N, 2° 21′ 19″ E / 43.211092°N,2.355212°E | PA00102599 | Antic Hôtel de Murat, actual Cambra de Comerç · Carregueu una nova foto d'aquest monument                                    |
| Font monumental                               | Inv.  |       | Carcassona place Carnot                                    | 43° 12′ 48″ N, 2° 21′ 06″ E / 43.213203°N,2.351763°E | PA00102596 | Font monumental · Vegeu més fotos d'aquest monument · Carregueu una nova foto d'aquest monument                              |
| Portal dels Jacobins                          | Inv.  | 1778  | Carcassona boulevard du Commandant-Roumens                 | 43° 12′ 39″ N, 2° 21′ 09″ E / 43.210841°N,2.352506°E | PA00102616 | Portal dels Jacobins · Vegeu més fotos d'aquest monument · Carregueu una nova foto d'aquest monument                         |
| Teatre municipal                              | Inv.  | 1933  | Carcassona rue Courtejaire                                 | 43° 12′ 43″ N, 2° 21′ 09″ E / 43.211897°N,2.352444°E | PA11000022 | Teatre municipal · Vegeu més fotos d'aquest monument · Carregueu una nova foto d'aquest monument                             |
| Lycée de garçons                              | Inv.  | 1640  | Carcassona rue des Études                                  | 43° 12′ 41″ N, 2° 20′ 56″ E / 43.211363°N,2.348772°E | PA00102602 | Lycée de garçons · Vegeu més fotos d'aquest monument · Carregueu una nova foto d'aquest monument                             |
| Casa                                          | Inv.  |       | Carcassona rue Frédéric-Mistral                            | 43° 12′ 56″ N, 2° 21′ 06″ E / 43.215496°N,2.351618°E | PA00102603 | Casa · Carregueu una nova foto d'aquest monument                                                                             |
| Maison Gally                                  | Inv.  |       | Carcassona 34 rue Jules-Sauzède                            | 43° 12′ 43″ N, 2° 20′ 58″ E / 43.212034°N,2.349567°E | PA00102611 | Maison Gally · Carregueu una nova foto d'aquest monument                                                                     |
| Bisbat                                        | Inv.  |       | Carcassona rue Aimé Ramond (rue de la Mairie)              | 43° 12′ 42″ N, 2° 21′ 01″ E / 43.2116°N,2.3502°E     | PA00102595 | Bisbat · Carregueu una nova foto d'aquest monument                                                                           |
| Hôtel de Rolland                              | Cat.  |       | Carcassona 32 rue Aimé Ramond (rue de la Mairie)           | 43° 12′ 43″ N, 2° 21′ 11″ E / 43.211879°N,2.353064°E | PA00102601 | Hôtel de Rolland · Carregueu una nova foto d'aquest monument                                                                 |
| Casa                                          | Inv.  |       | Carcassona 5 rue Pinel                                     | 43° 12′ 46″ N, 2° 21′ 10″ E / 43.21289°N,2.352804°E  | PA00102604 | Casa · Carregueu una nova foto d'aquest monument                                                                             |
| Petit Pou                                     | Inv.  |       | Carcassona rue du Plô                                      | 43° 12′ 20″ N, 2° 21′ 52″ E / 43.205428°N,2.36441°E  | PA00102619 | Petit Pou · Vegeu més fotos d'aquest monument · Carregueu una nova foto d'aquest monument                                    |
| Maison Courtial, o Hôtel de Franc de Cahuzac  | Inv.  |       | Carcassona 30 rue Jean-Bringer (rue de la Préfecture)      | 43° 12′ 44″ N, 2° 21′ 12″ E / 43.212235°N,2.35345°E  | PA00102609 | Maison Courtial, o Hôtel de Franc de Cahuzac · Vegeu més fotos d'aquest monument · Carregueu una nova foto d'aquest monument |
| Casa de Saint-André                           | Inv.  |       | Carcassona 65 rue Jean-Bringer (rue de la Préfecture)      | 43° 12′ 52″ N, 2° 21′ 11″ E / 43.214415°N,2.353182°E | PA00102605 | Casa de Saint-André · Vegeu més fotos d'aquest monument · Carregueu una nova foto d'aquest monument                          |
| Hotel de la Cité                              | Inv.  | 1926  | Carcassona place Auguste-Pierre Pont (place Saint-Nazaire) | 43° 12′ 22″ N, 2° 21′ 48″ E / 43.206097°N,2.363412°E | PA11000014 | Hotel de la Cité · Vegeu més fotos d'aquest monument · Carregueu una nova foto d'aquest monument                             |
| Maison de Montmorency                         | Cat.  |       | Carcassona 125 rue Trivalle                                | 43° 12′ 31″ N, 2° 22′ 02″ E / 43.208626°N,2.367274°E | PA00102612 | Maison de Montmorency · Carregueu una nova foto d'aquest monument                                                            |
| Antic Hôtel de Pelletier                      | Inv.  |       | Carcassona 64 rue Trivalle                                 | 43° 12′ 33″ N, 2° 21′ 47″ E / 43.209123°N,2.363128°E | PA00102600 | Antic Hôtel de Pelletier · Carregueu una nova foto d'aquest monument                                                         |
| Maison Cotte                                  | Inv.  |       | Carcassona 45 rue de Verdun                                | 43° 12′ 45″ N, 2° 21′ 08″ E / 43.212607°N,2.352294°E | PA00102608 | Maison Cotte · Carregueu una nova foto d'aquest monument                                                                     |
| Hôtel de Saint-Martin                         | Inv.  |       | Carcassona 36 rue de Verdun                                | 43° 12′ 46″ N, 2° 21′ 11″ E / 43.212693°N,2.352986°E | PA00102606 | Hôtel de Saint-Martin · Carregueu una nova foto d'aquest monument                                                            |
| Edifici                                       | Inv.  |       | Carcassona 49-51 rue de Verdun                             | 43° 12′ 45″ N, 2° 21′ 07″ E / 43.212607°N,2.352018°E | PA11000029 | Edifici · Carregueu una nova foto d'aquest monument                                                                          |
| Maison des Mémoires                           | Inv.  |       | Carcassona 53 rue de Verdun                                | 43° 12′ 45″ N, 2° 21′ 06″ E / 43.212595°N,2.351696°E | PA00102931 | Maison des Mémoires · Vegeu més fotos d'aquest monument · Carregueu una nova foto d'aquest monument                          |
| Edifici                                       | Inv.  |       | Carcassona 65 rue de Verdun                                | 43° 12′ 45″ N, 2° 21′ 00″ E / 43.212597°N,2.350116°E | PA00102617 | Edifici · Carregueu una nova foto d'aquest monument                                                                          |
| Antiga distribuïdora d'aigües                 | Inv.  | 1756  | Carcassona 98 rue de Verdun; rue des Études                | 43° 12′ 46″ N, 2° 20′ 54″ E / 43.212687°N,2.348437°E | PA00102582 | Antiga distribuïdora d'aigües · Vegeu més fotos d'aquest monument · Carregueu una nova foto d'aquest monument                |
| Maison Alaux, o Hôtel de Mestre               | Inv.  |       | Carcassona 14 rue Victor-Hugo                              | 43° 12′ 48″ N, 2° 21′ 02″ E / 43.213465°N,2.350516°E | PA00102607 | Maison Alaux, o Hôtel de Mestre · Carregueu una nova foto d'aquest monument                                                  |
| Maison Guilhem                                | Inv.  |       | Carcassona 42 rue Victor-Hugo                              | 43° 12′ 49″ N, 2° 20′ 55″ E / 43.21348°N,2.348708°E  | PA00102610 | Maison Guilhem · Vegeu més fotos d'aquest monument · Carregueu una nova foto d'aquest monument                               |
| Gran Pou de la Ciutat                         | Inv.  |       | Carcassona rue Viollet-le-Duc; place du Grand Puits        | 43° 12′ 27″ N, 2° 21′ 51″ E / 43.207463°N,2.364201°E | PA00102618 | Gran Pou de la Ciutat · Vegeu més fotos d'aquest monument · Carregueu una nova foto d'aquest monument                        |
| Canal del Migdia: pont-aqüeducte del Fresquel | Inv.  |       | Carcassona                                                 | 43° 14′ 16″ N, 2° 22′ 24″ E / 43.237762°N,2.373261°E | PA11000001 | Canal del Migdia: pont-aqüeducte del Fresquel · Carregueu una nova foto d'aquest monument                                    |
| Habitació neolítica d'Auriac                  | Inv.  |       | Carcassona                                                 | 43° 11′ 26″ N, 2° 20′ 02″ E / 43.1905°N,2.334°E      | PA00102934 | Carregueu una nova foto d'aquest monument                                                                                    |
| Pont-Vieux                                    | Cat.  |       | Carcassona                                                 | 43° 12′ 37″ N, 2° 21′ 34″ E / 43.210202°N,2.359394°E | PA00102615 | Pont-Vieux · Vegeu més fotos d'aquest monument · Carregueu una nova foto d'aquest monument                                   |
| Antic Pont-Rouge                              | Inv.  |       | Carcassona                                                 | 43° 13′ 56″ N, 2° 22′ 28″ E / 43.23217°N,2.37442°E   | PA00102614 | Carregueu una nova foto d'aquest monument                                                                                    |
| Antiga manufactura reial tèxtil               | Inv.  |       | Carcassona rue Trivalle                                    | 43° 12′ 36″ N, 2° 21′ 39″ E / 43.210036°N,2.360918°E | PA00102613 | Antiga manufactura reial tèxtil · Carregueu una nova foto d'aquest monument                                                  |
| Mercat                                        | Inv.  |       | Carcassona rue de Verdun; place Eggenfelden                | 43° 12′ 45″ N, 2° 21′ 03″ E / 43.212505°N,2.350784°E | PA00102598 | Mercat · Carregueu una nova foto d'aquest monument                                                                           |
| Font de Sant Miquèl                           | Inv.  |       | Carcassona rue Voltaire                                    | 43° 12′ 40″ N, 2° 21′ 04″ E / 43.21106°N,2.350993°E  | PA00102597 | Font de Sant Miquèl · Vegeu més fotos d'aquest monument · Carregueu una nova foto d'aquest monument                          |
| Església Saint-Vincent                        | Cat.  |       | Carcassona                                                 | 43° 12′ 53″ N, 2° 21′ 01″ E / 43.214816°N,2.350382°E | PA00102594 | Església Saint-Vincent · Vegeu més fotos d'aquest monument · Carregueu una nova foto d'aquest monument                       |
| Església Saint-Saturnin i antic presbiteri    | Inv.  |       | Carcassona                                                 | 43° 13′ 00″ N, 2° 17′ 11″ E / 43.216641°N,2.286309°E | PA00102593 | Carregueu una nova foto d'aquest monument                                                                                    |
| Església de Sant Nazari                       | Cat.  |       | Carcassona                                                 | 43° 12′ 19″ N, 2° 21′ 46″ E / 43.205301°N,2.362894°E | PA00102592 | Església de Sant Nazari · Vegeu més fotos d'aquest monument · Carregueu una nova foto d'aquest monument                      |
| Antiga església Saint-Martin-de-Poursan       | Inv.  |       | Carcassona                                                 | 43° 13′ 43″ N, 2° 23′ 50″ E / 43.2287°N,2.3973°E     | PA00102591 | Carregueu una nova foto d'aquest monument                                                                                    |
| Creu del Pont-Rouge                           | Inv.  |       | Carcassona                                                 | 43° 14′ 21″ N, 2° 22′ 25″ E / 43.23911°N,2.37357°E   | PA00102590 | Creu del Pont-Rouge · Vegeu més fotos d'aquest monument · Carregueu una nova foto d'aquest monument                          |
| Creu de Montlegun                             | Inv.  | 1770  | Carcassona Avenue des Platanes                             | 43° 12′ 15″ N, 2° 23′ 30″ E / 43.2043°N,2.3917°E     | PA00102589 | Creu de Montlegun · Vegeu més fotos d'aquest monument · Carregueu una nova foto d'aquest monument                            |
| Ciutadella                                    | Cat.  |       | Carcassona                                                 | 43° 12′ 24″ N, 2° 21′ 49″ E / 43.206667°N,2.363611°E | PA00102588 | Ciutadella · Vegeu més fotos d'aquest monument · Carregueu una nova foto d'aquest monument                                   |
| Cementiri de Saint-Martin-de-Poursan          | Inv.  |       | Carcassona                                                 | 43° 13′ 43″ N, 2° 23′ 52″ E / 43.2287°N,2.3977°E     | PA00102587 | Cementiri de Saint-Martin-de-Poursan · Vegeu més fotos d'aquest monument · Carregueu una nova foto d'aquest monument         |
| Castell de Saint-Martin-de-Poursan            | Inv.  | 1567  | Carcassona                                                 | 43° 13′ 42″ N, 2° 23′ 50″ E / 43.2282°N,2.3971°E     | PA00102586 | Castell de Saint-Martin-de-Poursan · Carregueu una nova foto d'aquest monument                                               |
| Capella Notre-Dame-de-Santé                   | Cat.  |       | Carcassona rue du Pont-Vieux                               | 43° 12′ 38″ N, 2° 21′ 29″ E / 43.210419°N,2.357994°E | PA00102585 | Capella Notre-Dame-de-Santé · Vegeu més fotos d'aquest monument · Carregueu una nova foto d'aquest monument                  |
| Catedral de Sant Miquel i voltants            | Cat.  |       | Carcassona                                                 | 43° 12′ 39″ N, 2° 21′ 04″ E / 43.210833°N,2.351111°E | PA00102584 | Catedral de Sant Miquel i voltants · Vegeu més fotos d'aquest monument · Carregueu una nova foto d'aquest monument           |
| Bastió de Montmorency                         | Inv.  |       | Carcassona                                                 | 43° 12′ 38″ N, 2° 21′ 18″ E / 43.21065°N,2.355123°E  | PA00102583 | Bastió de Montmorency · Vegeu més fotos d'aquest monument · Carregueu una nova foto d'aquest monument                        |